# Otones de Benjumea
Otones de Benjumea es una localidad, entidad local menor, perteneciente al municipio de Torreiglesias, en la provincia de Segovia, comunidad autónoma de Castilla y León, España. Está situado a 30 km de Segovia y en 2021 contaba con 51 habitantes.

## Topónimo
Su nombre es debido a la unión de Otones, nombre que tuvo hasta los años 1920, referente a los oteros que dominan el paisaje, y a Benjumea por Luis Benjumea Calderón, director general de Acción Social, que promovió la ley (o decreto ley según las fuentes) que hizo posible que los vecinos adquirieran las tierras hasta entonces propiedad de la nobleza. La Dirección General de Acción Social, dependiente del ministerio de trabajo, fue creada durante la dictadura de Primo de Rivera para el reparto de tierras, y uno de los municipios beneficiados fue este municipio entre otros muchos, que, en agradecimiento, cambió su nombre pasándose a llamar Otones de Benjumea.

## Geografía

### Localización
Situado a 30 kilómetros al noreste de Segovia, tuvo un área de 16,41 km² y una densidad de 12,3 hab/km².

## Historia
El pueblo perteneció durante mucho tiempo a distintos nobles. Finalmente paso a manos de un único propietario Santiago Adrados, que intento vender las tierras a los colonos a un precio superior al que se podían permitir los agricultores, sabiendo el propietario que saldría la ley que pasaría las tierras a los agricultores el proyecto fracaso. Finalmente la ley en cuestión repartió las tierras entre habitantes del municipio.
Esta localidad se agrega al municipio de Torreiglesias en 1972, habiendo sido hasta entonces municipio independiente. Dentro de esa perdida de jurisdicción perdió el juzgado de paz que tenía.

## Geografía humana

### Demografía
| Gráfica de evolución demográfica de Otones de Benjumea entre 1842 y 1970 |
| |
| Población de derecho según los censos de población del INE Población de hecho según los censos de población del INEEn estos censos se denominaba Otones: 1842, 1857, 1860, 1877, 1887, 1897, 1900, 1910 y 1920 Entre el censo de 1981 y el anterior, este municipio desaparece porque se integra en el municipio 40205 (Torreiglesias) |

- Demografía histórica INE[2][15]

| 1842ª | 1857ª | 1860ª | 1877ª | 1887ª | 1897ª | 1900ª | 1910ª | 1920ª | 1930 | 1940 | 1950 | 1960 | 1970 |  |
| ----- | ----- | ----- | ----- | ----- | ----- | ----- | ----- | ----- | ---- | ---- | ---- | ---- | ---- |  |
| 138   | n/d   | n/d   | 247   | 269   | 268   | 290   | 268   | 312   | 330  | 351  | 311  | 303  | 205  |  |

(ª) En estos censos se denominaba Otones
- Demografía actual

| 94            | 98 | 89 | 87 | 79 | 81 | 80 | 74 | 60 | 51 | 49 | 52 |
| (Fuente: INE) |    |    |    |    |    |    |    |    |    |    |    |

### Economía
Se basa fundamentalmente en el sector primario, concretamente en la agricultura cerealista, trigo, cebada y centeno y el cultivo del girasol. Dentro también del sector primario la ganadería porcina.

## Monumentos
Dentro del núcleo destaca:
- La iglesia de San Benito Abad entre su riqueza mobiliaria, destacan varias piezas de plata, entre las que sobresale una custodia de sol del siglo XVIII. El archivo se perdió en un incendio, pero algunos ejemplares que se salvaron, se custodiaron en la iglesia (manuscritos de registro del pueblo en el siglo XVI).

## Cultura
Tiene dos museos permanentes:
- Museo Etnográfico:[16] Inaugurado en 1996. El museo recoge casi cinco mil objetos de la vida cotidiana de un pueblo agrícola y ganaderos a principios del siglo XX. Donde se recogen las formas de producción agraria y ganadera y también sobre la vida cotidiana. Ocupa una casa rehabilitada del siglo XIX la Casona de los Marqueses de Aldama

- Museo Pedagógico la última escuela:[17] Inaugurado en 1996 en lo que era la antigua escuela de la localidad, se muestra la escuela castellana durante los años del siglo XX hasta 1972. Como fondos llega a tener 20.000 libros y más de 1000 objetos relacionados con la escuela.

## Fiestas
Se celebran:
- La festividad de San José el 19 de marzo, el fin de semana más cercano se celebra una matanza de cerdo para todo el pueblo
- San Antonio el 13 de junio
- La fiesta mayor dedicada a su Patrón: San Benito Abad, el último fin de semana de agosto.

## Leyendas
- Leyenda del Tuerto Pirón. El Tuerto de Pirón era un bandolero nacido en la localidad vecina de Santo Domingo de Pirón. Fernando Delgado Sanz, apodado el Tuerto de Pirón, robaba a los ricos, asaltaba iglesias y caminos, Otones fue uno de los lugares donde más actuó.[18]
- Otra de sus leyendas es la de la ermita rupestre de Santiaguito (Torreiglesias), que según cuenta era de Losana hasta que se la cambió a Torreiglesias por los prados ribereños. De aquí salió una coplilla que de buena gana repiten todos los del contorno, menos los de Losana de Pirón:

Si moros los de Losana no fueran,

no cambiarían santos por praderas.